# Ellingsrudåsen (metrostation)
Ellingsrudåsen is een metrostation in de Noorse hoofdstad Oslo. Het station werd geopend op 8 november 1981 en wordt bediend door lijn 2 van de metro van Oslo.